# Disco Inverno
Disco Inverno è il primo album in studio del rapper italiano Mecna, pubblicato il 7 settembre 2012 dalla Macro Beats.

## Descrizione
Registrato a Milano, Disco Inverno è stato pubblicato prima su iTunes e poi in copia fisica; inoltre è stato anticipato dai singoli Senza paracadute e Servirà una scala.

## Tracce
1. La ballata dell'odio (feat. Andrea Nardinocchi) – 2:08
2. Senza paracadute – 3:43
3. Sul serio (feat. Bassi Maestro) – 4:16
4. Due Passi (feat. Hyst) – 2:59
5. Più o meno (feat. Frank Siciliano e Kiave) – 4:42
6. Fatto così – 3:32
7. Di nuovo – 3:43
8. Fuori (feat. Mistaman) – 3:28
9. Bravo (feat. Ghemon) – 3:13
10. Servirà una scala (feat. Andrea Nardinocchi) – 2:40
11. Tipo ok – 3:14
12. Kryptonite (feat. Ghemon) – 2:46
13. Tempo per noi (feat. Lustro e Nasty) – 4:46
14. Non sono qui (feat. Pat Cosmo e Madbuddy) – 4:50
15. Grazie mille – 3:17
16. Senza le idee – 3:36

## Formazione
Voce
- Mecna - voce, rapping
- Andrea Nardinocchi - voce aggiuntiva (1 e 10), cori aggiuntivi (3, 13 e 15)
- Bassi Maestro - rapping aggiuntivo (3)
- Hyst - voce aggiuntiva (4)
- Frank Siciliano - voce aggiuntiva (5)
- Kiave - rapping aggiuntivo (5)
- Mistaman - rapping aggiuntivo (8)
- Ghemon - rapping aggiuntivo (9, 12)
- Lustro - rapping aggiuntivo (13)
- Nasty - rapping aggiuntivo (13)
- Patrick "Pat Cosmo" Benifei - voce aggiuntiva (14)
- Madbuddy - rapping aggiuntivo (14)

Produzione
- Andrea Nardinocchi - produzione (1)
- Fid Mella - produzione (2, 3, 8, 9 e 14)
- DJ Dust - produzione (4)
- Clefco - produzione (5, 12 e 13)
- Cope - produzione (6)
- DJ Shocca - produzione (7)
- Alessandro Cianci - chitarra (10)
- Tony Madonia - produzione (10)
- K-9 - produzione (11)
- Frank Siciliano - produzione (15)
- Macro Marco - produzione (16)